# فوهة إحليلية باطنة
الفُوهَة الإحليلية البَاطِنة أو الفُتحة الإحليلية الباطِنة (بالإنجليزية: Internal urethral orifice)‏ هي فُتحة المثانة في الإحليل، وتتواجد في مثلث المثانة، وعادةً ما تكون هلالية الشَكل، حيثُ يشُكل الغشاء المُخاطي في الذُكور ارتفاع طَفيف خلف الفُوهة وَلهاة المثانة، وذلك بسبب الجُزء الأوسط من البروستاتا.

## وصلات خارجية
- صور تشريحية:44:06-0106 في مركز داونستيت الطبي التابع لجامعة نيويورك